# Costante di Eulero-Mascheroni
La costante di Eulero-Mascheroni è una costante matematica, usata principalmente nella teoria dei numeri e nell'analisi matematica. È definita come limite della differenza tra la serie armonica
troncata e il logaritmo naturale:
{\displaystyle \gamma =\lim _{n\rightarrow \infty }\left(\sum _{k=1}^{n}{\frac {1}{k}}-\int _{1}^{n}{\frac {1}{x}}dx\right)=\lim _{n\rightarrow \infty }\left(\sum _{k=1}^{n}{\frac {1}{k}}-\ln n\right)=\lim _{n\rightarrow \infty }\left(H_{n}-\ln n\right),}
dove {\displaystyle H_{n}} è l'ennesimo numero armonico. La sua valutazione approssimata è:
{\displaystyle \gamma \approx } 0,57721 56649 01532 86060 65120 90082 40243 10421 59335 93992 35988 05767 23488 48677 26777 66467 09369 47063 29174 67495...
Non è noto se {\displaystyle \gamma } sia un numero razionale o meno. Tuttavia, se si suppone che {\displaystyle \gamma } sia razionale, l'analisi in frazioni continue dimostra che il suo denominatore ha più di 10242080 cifre.
Le costanti di Stieltjes sono una generalizzazione di tale costante.

## Rappresentazione integrale
La costante può essere definita in più modi attraverso gli integrali:
{\displaystyle \gamma =\int _{1}^{\infty }\left({1 \over \lfloor x\rfloor }-{1 \over x}\right)\,dx}
dove le parentesi {\displaystyle \lfloor \cdot \rfloor } indicano la funzione parte intera;
{\displaystyle \gamma =-\int _{0}^{\infty }e^{-x}\ln x\,dx;}
{\displaystyle \gamma =-\int _{0}^{1}\ln \ln \left({\frac {1}{x}}\right)\,dx;}
{\displaystyle \gamma =\int _{0}^{\infty }\left({\frac {1}{e^{x}-1}}-{\frac {1}{xe^{x}}}\right)\,dx;}
{\displaystyle \gamma =\int _{0}^{1}\left({\frac {1}{\ln x}}+{\frac {1}{1-x}}\right)\,dx;}
{\displaystyle \gamma =\int _{0}^{\infty }{\frac {1}{x}}\left({\frac {1}{1+x}}-e^{-x}\right)\,dx;}
{\displaystyle \gamma =\int _{0}^{1}\int _{0}^{1}{\frac {x-1}{(1-x\,y)\ln(x\,y)}}\,dx\,dy.}
Altri integrali collegati con {\displaystyle \gamma } sono:
{\displaystyle \int _{0}^{\infty }e^{-x^{2}}\ln x\,dx=-{\frac {1}{4}}(\gamma +2\ln 2){\sqrt {\pi }};}
{\displaystyle \int _{0}^{\infty }e^{-x}(\ln x)^{2}\,dx=\gamma ^{2}+{\frac {\pi ^{2}}{6}}.}

## Sviluppo in serie
La costante di Eulero-Mascheroni si può esprimere tramite molte serie:
{\displaystyle \gamma =\sum _{k=1}^{\infty }\left[{\frac {1}{k}}-\ln \left(1+{\frac {1}{k}}\right)\right];}
{\displaystyle \gamma =\sum _{m=2}^{\infty }{\frac {(-1)^{m}\zeta (m)}{m}};}
{\displaystyle \gamma =\ln \left({\frac {4}{\pi }}\right)+\sum _{m=1}^{\infty }{\frac {(-1)^{m-1}\zeta (m+1)}{2^{m}(m+1)}}.}
È notabile la serie trovata da Vacca nel 1910:
{\displaystyle \gamma =\sum _{n=1}^{\infty }{\frac {\lfloor \log _{2}n\rfloor }{n}}(-1)^{n}}
dove, nuovamente, le parentesi {\displaystyle \lfloor \cdot \rfloor } indicano la funzione parte intera. Essa si generalizza in
{\displaystyle \gamma =\sum _{n=1}^{\infty }{\frac {\log _{b}n}{n}}{\begin{cases}b-1&{\text{se }}b\mid n\\-1&{\text{se }}b\nmid n,\end{cases}}}
per ogni intero {\displaystyle b\geq 2}.

## Collegamento con le funzioni speciali
La Costante di Eulero-Mascheroni è collegata con molte funzioni speciali come la funzione zeta di Riemann, la funzione gamma e la funzione digamma.
{\displaystyle \gamma =\lim _{s\to 1^{+}}\sum _{n=1}^{\infty }\left({\frac {1}{n^{s}}}-{\frac {1}{s^{n}}}\right)=\lim _{s\to 1}\left(\zeta (s)-{\frac {1}{s-1}}\right)=-\psi (1)=\lim _{x\to \infty }\left(x-\Gamma \left({\frac {1}{x}}\right)\right).}

## Presenza in teoria dei numeri
La costante di Eulero-Mascheroni compare spesso in teoria dei numeri, ad esempio collegata ai numeri primi
{\displaystyle \gamma =\lim _{n\to \infty }\left(\ln n-\sum _{p\leq n}{\frac {\ln p}{p-1}}\right),}
{\displaystyle \gamma =-\lim _{n\to \infty }\left[\ln \ln n+\sum _{p\leq n}\ln \left(1-{\frac {1}{p}}\right)\right],}
noto come terzo teorema di Mertens. Nel problema dei divisori di Dirichlet
{\displaystyle \sum _{k=1}^{n}d(n)=n\ln n+(2\gamma -1)n+O({\sqrt {n}}).}
Inoltre,
{\displaystyle \gamma =\sum _{n=1}^{\infty }{\frac {N_{1}(n)+N_{0}(n)}{2n(2n+1)}}}
dove {\displaystyle N_{1}(n)} e {\displaystyle N_{0}(n)} sono rispettivamente il numero di 1 e di 0 nello sviluppo binario di {\displaystyle n} (Sondow 2005).